# Куркевич Карл Станіславович
Карл Станісла́вович Курке́вич (біл. Карл Станіслававіч Куркевіч; нар. 17 жовтня 1926 — пом. 19 березня 2002) — автоматник роти автоматників 515-го стрілецького полку 134-ї стрілецької дивізії, єфрейтор, повний кавалер ордена Слави.

## Життєпис
Учасник партизанського руху, з липня 1944 року — на фронті, рядовий. У лютому 1945 року. при відбитті атаки ворога знищив 15 гітлерівців, через кілька днів, перебуваючи в розвідці, захопив двох «язиків». Неодноразово відзначився в останніх боях на західному березі Одеру. Нагороджений орденом Слави трьох ступенів, в мирний час — орденом Жовтневої Революції.